# CR-Baureihe RM

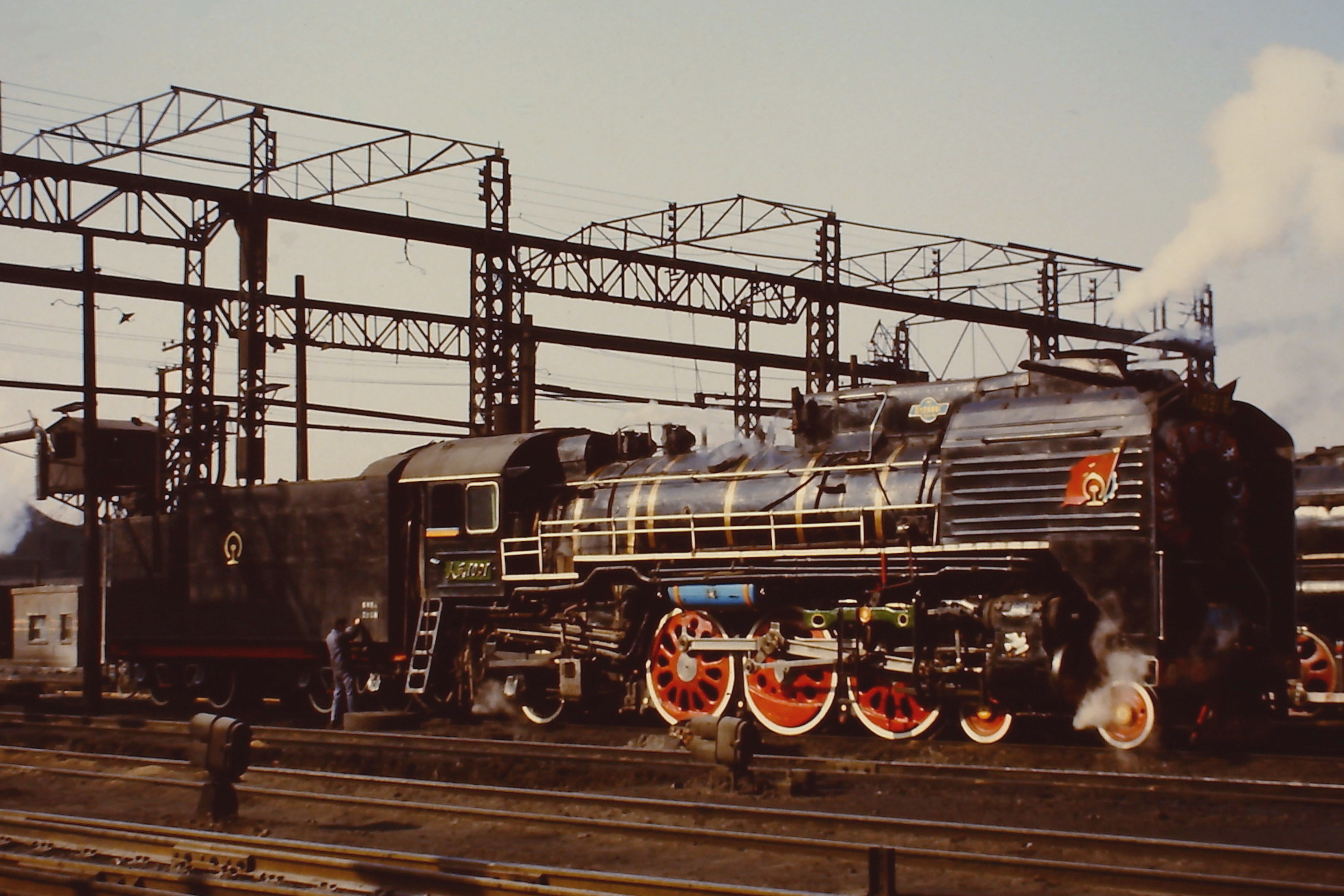
RM-1091 in Changchun

Die CR-Baureihe RM ist eine zweizylindrige Dampflok mit der Achsfolge 2’C1’ (Typ Pacific) der chinesischen Staatsbahn (CR), bei der es sich um eine Weiterentwicklung der CR-Baureihe SL handelt.

## Allgemeines
Gemeinsam mit der SL bildete die RM lange Zeit das Rückgrat des chinesischen Personenfernverkehrs. Zwischen 1958 und 1966 wurden insgesamt 258 Loks dieser Baureihe in Dienst gestellt. Schon 1961 waren 250 Loks im Betrieb. Alle Maschinen wurden in Sifang gebaut. Die RM ist die letzte Personenzugdampflok, die China beschafft hat. Im Norden Chinas konnten sie sich auch Ende der 1980er Jahre noch in großer Zahl vor Personenzügen beweisen. Im Süden hingegen waren sie Ende der 1980er Jahre durch Dieselloks verdrängt worden. Aber auch im Norden war sie Ende der 80er Jahre schon selten geworden, da es nur noch wenige Heimat-Bahnbetriebswerke gab. In Shenyang und Changchun war die RM aber noch relativ zahlreich, ebenso wie die SL. Anfang der 80er Jahre hatte die RM sechs große Einsatzstellen: Shenyang, Changchun, Harbin, Qiqihaer, Mudanjiang und Jiamusi. Im Jahr 1990 waren die letzten Einsatzstellen der RM Changchun und Jiamusi. Im Juni 1990 beendete RM 1183 als letzte ihrer Art ihren planmäßigen Dienst. RM 1001 steht heute im Eisenbahnmuseum von Peking.

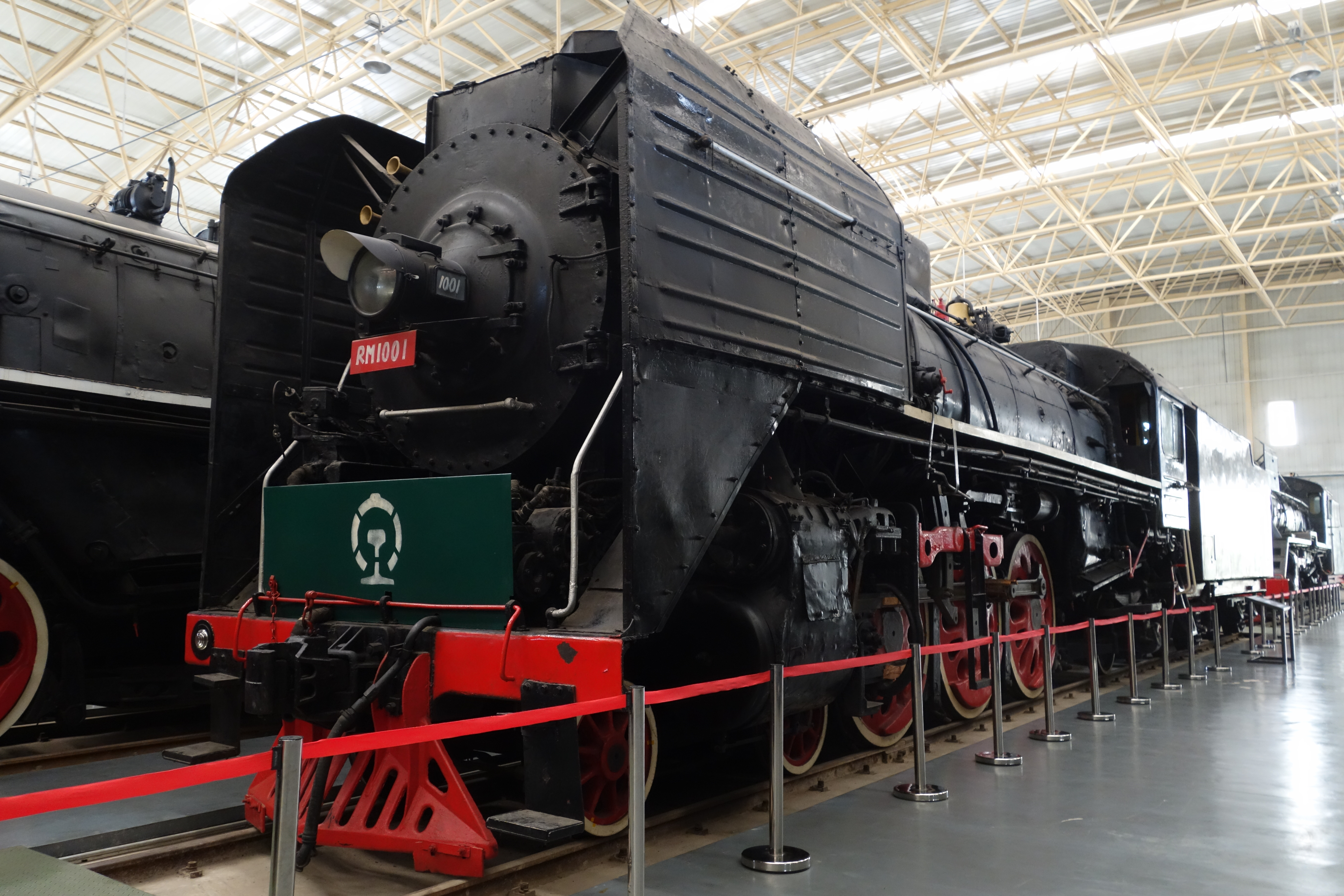
RM-1001
RM-1247
RM-1163

## Technische Daten
Sie erreichen eine Höchstgeschwindigkeit von 110 Kilometern pro Stunde. Der Tender dieser Maschine fasst 15 Tonnen Kohle und 35 m³ Wasser. Vom Design her ähnelt sie stark der JS. Auch die Konstruktion der RM gleicht stark der JS, sodass viele Bestandteile austauschbar sind.